# Achiyya
Achiyya (arab. „Bruderschaft“) war ein zunftartige Vereinigung junger und unverheirateter Männer in Anatolien während des 13. und 14. Jahrhunderts. Der Bund stand in der Tradition der Futuwwa.
Als Gründer der Achiyya in Anatolien gilt Nasir ad-Din Mahmud (gest. 1262), der später Achi Ewran genannt werden sollte. Diese religiös-gesellschaftliche Institution verbreitete sich rasch in Anatolien und verfügte über erheblichen Einfluss, insbesondere während der Einfälle der Mongolen übernahm die Achiyya staatliche Aufgaben.
Insbesondere Ibn Battuta berichtete in seinem Reisebericht aus der ersten Hälfte des 14. Jahrhunderts über diese „Bruderschaft“, deren Gastfreundschaft und Großzügigkeit er besonders hervorhob. Aus dem 15. Jahrhundert sind nur mehr spärliche Berichte über die Achiyya überliefert. In der Gerbergilde hielt sich die Tradition noch länger. Ihr Patron war Achi Ewran.
Die Herleitung aus dem Arabischen ist nicht vollständig gesichert. Möglicherweise stammt das Wort auch aus den Turksprachen und hatte ursprünglich die Bedeutung „großzügig“.